# مسئله یک‌ریختی گراف
آیا می‌توان مسئله‌ی یک‌ریختی گراف را در زمان چندجمله‌ای حل کرد؟
مسئله‌ی یک‌ریختی گراف مسئله‌ای رایانشی برای تعیین یک‌ریختی دو گراف متناهی است.